# Binsen-Weiderich
Der Binsen-Weiderich (Lythrum junceum), auch Binsen-Blutweiderich oder Binsenartiger Weiderich genannt, ist eine Pflanzenart aus der Gattung der Blutweideriche (Lythrum) in der Familie der Weiderichgewächse (Lythraceae).

## Beschreibung

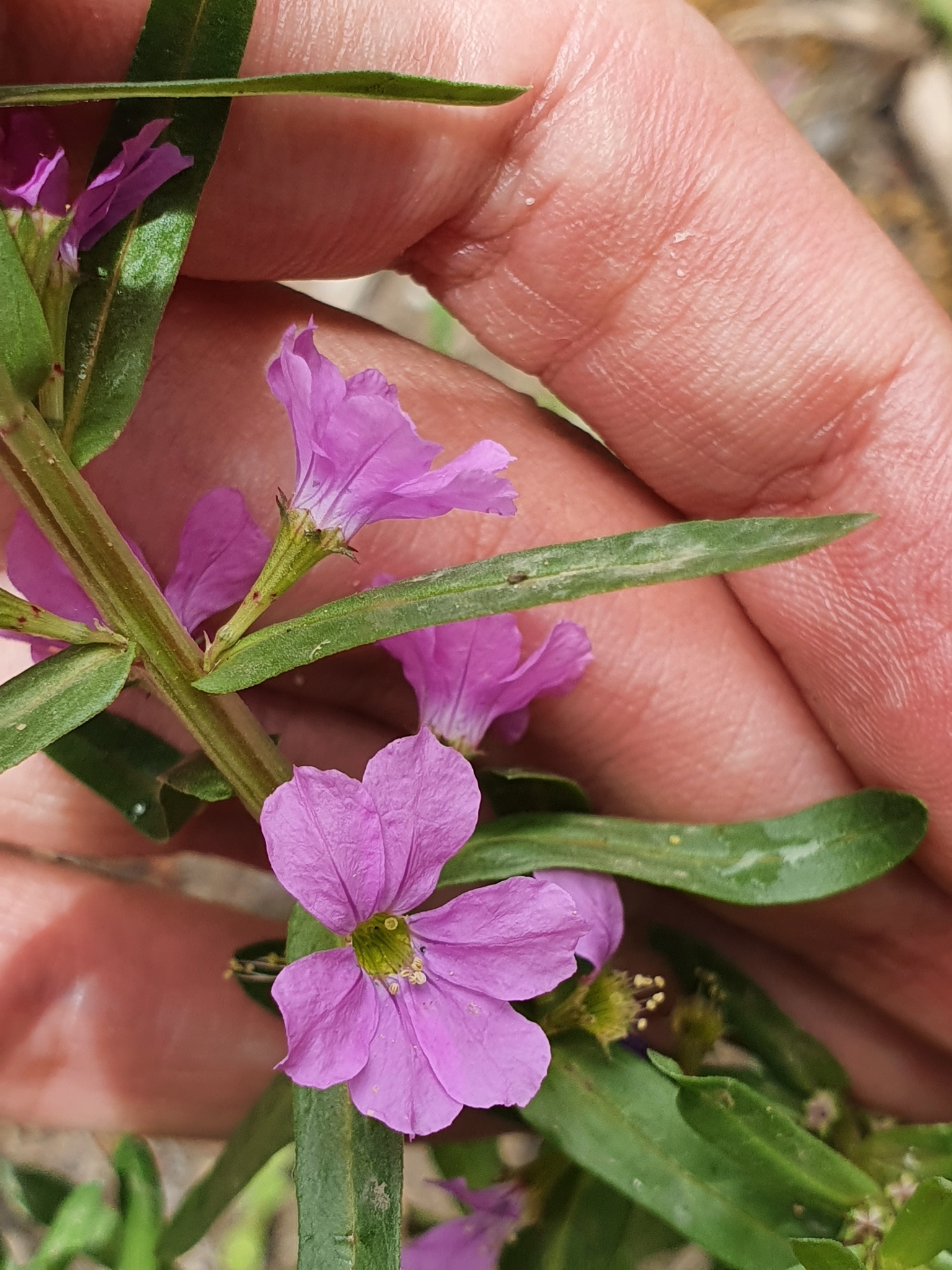
Blüten

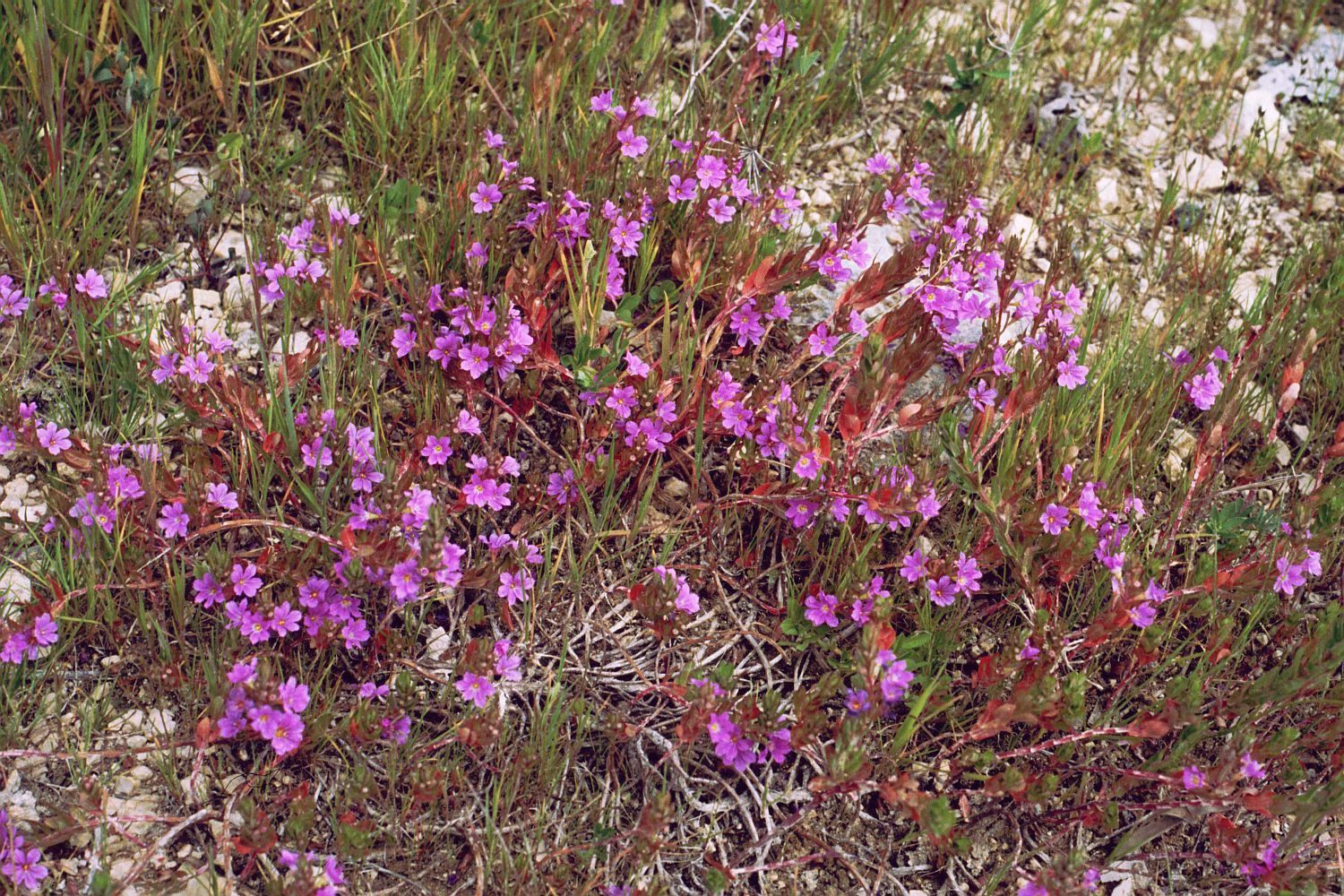
Bestand des Binsen-Weiderich (Lythrum junceum) auf Kefallinia (Griechenland)

### Vegetative Merkmale
Der Binsen-Weiderich ist eine kahle, meist ausdauernde, krautige Pflanze, die Wuchshöhen von 20 bis 70 Zentimetern erreicht. Der Stängel ist vierkantig, niederliegend bis aufsteigend und am Grund verzweigt. Die Laubblätter sind meist wechselständig und sitzend. Die unteren Laubblätter sind bei einer Länge von bis zu 2 Zentimetern sowie einer Breite von etwa 1 Zentimeter verkehrt-eiförmig, die oberen sind mehr oder weniger sitzend, zunehmend schmäler und linealisch. 

### Generative Merkmale
Die Blütezeit reicht von April bis September. Die zwittrigen Blüten sind sechszählig. Sechs breit dreieckige, 1 Millimeter lange Kelchzähne und sechs schmalere Zwischenzähne sitzen auf einem röhrigen, am Grund rot gefleckten Achsenbecher auf. Dazwischen befinden sich sechs purpur-violette, selten auch weiße Kronblätter mit einer Länge von 5 bis 7 Millimetern. Die zwölf Staubblätter sind unterschiedlich lang, einige ragen aus der Blütenkrone heraus. Der Fruchtknoten ist oberständig.
Die Kapselfrucht ist zweikammerig.

### Chromosomenzahl
Die Chromosomenzahl beträgt 2n = 10.

## Ökologie
Es gibt drei Blütentypen, die sich in der Länge des Griffels unterscheiden (Heterostylie).

## Vorkommen
Der Binsen-Weiderich kommt im Mittelmeerraum, auf den Azoren, in Makaronesien und in Vorderasien vor. Einzelne Hinweise auf unbeständige Vorkommen des Binsen-Weiderich gibt es auch aus Mitteleuropa vom südwestlichen Bayern., Baden-Württemberg, Nordrhein-Westfalen, Sachsen, Thüringen, aus Belgien, den Niederlanden, der Schweiz und Österreich. In Australien ist die Art ein Neophyt.
Der Binsen-Weiderich gedeiht in Sümpfen, an Flussufern und auf nassen Böden, auch an Ruderalstellen.

## Taxonomie
Die Erstveröffentlichung von Lythrum junceum erfolgte 1794 durch Joseph Banks und Daniel Solander in A. Russell: Nat. Hist. Aleppo, 2. Auflage, Volume 2, Seite 253.